# 池袋氷川神社
池袋氷川神社（いけぶくろひかわじんじゃ）は、東京都豊島区池袋本町にある神社。建速須佐之男命、高皇産霊神、木花咲耶姫命、天照大御神、保食神他を祀る。旧池袋村の鎮守である。

## 由緒
鎮座した年代は不詳だが、天保元年（1830年）に発行された『新編武蔵風土記稿』の池袋村の項に「氷川社 村の鎮守」の記述があり、それ以前の創建であるとみられる。境内には富士塚（浅間神社）があり、周辺の富士講の拠点となっていた。社殿は戦時中東京大空襲によって焼失し、現在の社殿は1965年（昭和40年）の建築である。

## 祭神
建速須佐之男命、高皇産霊神、木花咲耶姫命、天照大御神、保食神、応神天皇、菅原道眞命、日本武尊

## 年中行事
出典:公式サイト
- お田植祭（5月中旬）
- 大祓い（6月30日、12月31日）
- お山開き（7月1日）
- 例大祭（9月中旬土・日）
- 朔旦祭（毎月1日）
- 月次祭（毎月15日）

## 氏子地域
出典:公式サイト
- 豊島区池袋一丁目全域、二丁目76～78の一部、四丁目1の一部、2～36
- 西池袋一丁目44
- 南池袋一丁目22～27・29、二丁目（一部）
- 東池袋一丁目1～50、二丁目49～63、三丁目2～15
- 上池袋二丁目2～9・25～29・45、三丁目34～47、四丁目全域
- 池袋本町一丁目、二丁目、三丁目、四丁目1～4・22～50

## 文化財
池袋富士塚豊島区指定文化財、1998年（平成10年）6月11日指定